# Matthew Charlton

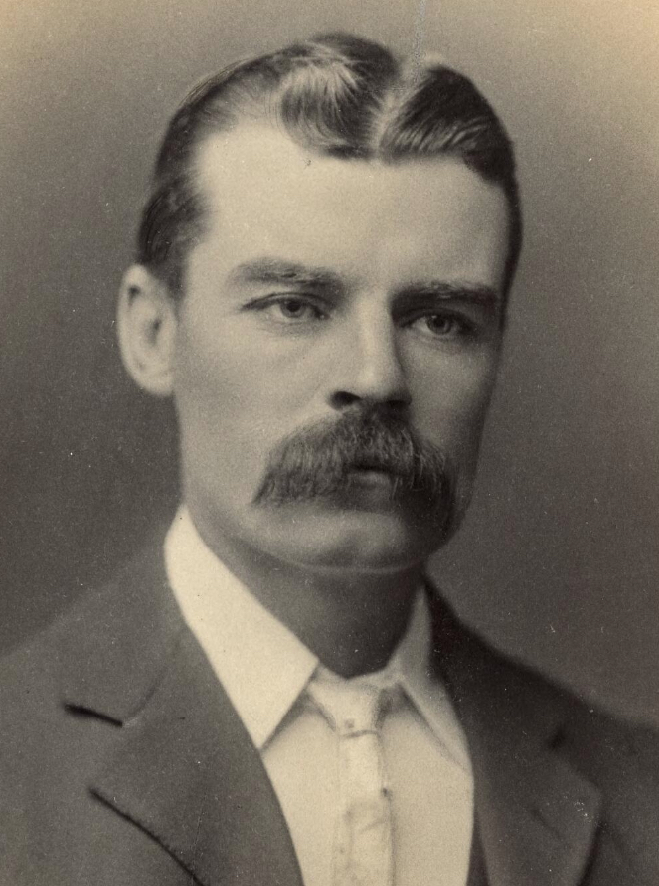
Matthew Charlton

Matthew Charlton (* 15. März 1866 in Linton, Victoria; † 8. Dezember 1948 in Lambton, New South Wales) war ein australischer Politiker und Vorsitzender der Australian Labor Party.

## Frühes Leben
Charlton wurde in Linton, einem ländlichen Ort in Victoria geboren. Seine Familie zog nach Lambton in New South Wales, als er fünf Jahre alt war. Da er kaum Schulunterricht in seiner Jugend erhielt, arbeitete er als Kohlearbeiter. Im Jahr 1889 heiratete er Martha Rollings. Schon in mittlerem Alter interessierte sich Charlton für Politik und schloss sich 1896 den Gewerkschaftsstreiks an, die gegen Lohnverminderungen angesetzt waren.

## Politische Karriere
Nach einem Arbeitsaufenthalt von zwei Jahren im westaustralischen Kalgoorlie-Boulder, kehrte Charlton 1901 nach Lambton zurück. Dort schloss er sich der „Colliery workers' union“ an, deren Schatzmeister er wurde. Im Wahlbezirk Waratah gewann er 1903 einen Sitz in der Legislativversammlung, dem Unterhaus des Parlaments von New South Wales und verteidigte diesen 1904 im Wahlbezirk Northumberland.
Bei den Bundeswahlen 1910 wurde er im Wahlbezirk Hunter in das australische Repräsentantenhaus gewählt und schloss sich der Regierung um Andrew Fisher an. Mit der Australian Labor Party stand er von nun an in der Opposition. Nach dem überraschenden Tod des Parteivorsitzenden Frank Tudor, der zuvor schon seinen Stellvertreter durch einen plötzlichen Todesfall im Vorjahr verloren hatte, wurde Charlton 1922 zum neuen Parteiführer gewählt. Aufgrund einer langen Krankheit während seiner Wahlkampagne verlor Charlton die folgenden Bundeswahlen.
Vom Völkerbund (heute Vereinte Nationen) wurde Charlton 1924 zu einer Versammlung eingeladen, doch gelang es ihm nicht, Australien zur Anerkennung des Genfer Protokolls, das während der Versammlung erarbeitet wurde, zu bewegen.
Aufgrund von Gewerkschaftsstreiks verlor Charlton mit seiner Partei die Bundeswahlen 1925 und trat 1928 von der aktiven Politik zurück. Am 8. Dezember 1948 starb Charlton in Lambton, New South Wales.